# 卡羅琳·萊維特
卡罗琳·克莱尔·莱维特（英語：Karoline Claire Leavitt；1997年8月24日—），是一名美国政治助理，现任白宮發言人。她曾在第一次特朗普內閣期间担任助理新闻秘书和总统撰稿人。她是美国历史上最年轻的白宮發言人。

## 生平

### 早年
卡罗琳·莱维特出生于新罕布什爾州小镇阿特金森，在天主教信仰下长大。她的家人在新罕布什尔州的普莱斯托拥有一家冰淇淋店和一家二手卡车经销店。
她就读于马萨诸塞州劳伦斯的中央天主教高中。2015年，她凭借NCAA乙级联赛垒球奖学金进入聖安塞姆學院。
她创办了学校第一个广播俱乐部。大学期间，莱维特曾在赫斯特电视台工作。她于2019年毕业，获得传播学和政治学文学学士学位。
在校期间，莱维特直言不讳地表达了她对特朗普政府的支持。她在校报上发表专栏文章，为特朗普的旅行禁令辩护，并攻击自由派媒体。

### 职业生涯
莱维特曾于福克斯新闻实习。在大学四年级之前的暑期，她作为白宫总统通讯办公室的实习生开始了职业生涯。毕业后，她重回通讯办公室，随后加入白宫新闻办公室，担任时任白宮發言人凯莉·麦肯纳尼手下的助理新闻秘书。
2021年，第一次特朗普政府任期结束后，她被聘为來自纽约州的美国众议员爱丽丝·斯蒂芬尼克的通讯主管。
2022年，她竞选新罕布什尔州第一选区的美国众议院议员，成为第二位赢得众议院初选的Z世代，但在2022年美国中期選舉中败给了现任议员克里斯·帕帕斯。 
特朗普2024年总统竞选期间，她担任全国新闻秘书。2024年11月15日，特朗普提名莱维特担任白宮發言人，接替民主黨的卡琳·珍-皮埃爾。

## 个人生活
莱维特已婚，并于2024年生下一子。她是私立教育的倡导者。